# Reginald Mitchell

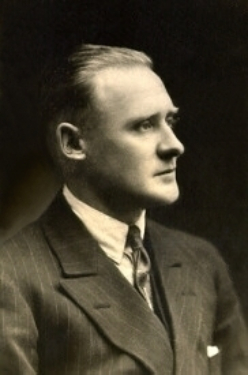
Reginald Mitchell

Reginald Joseph Mitchell (Butt Lane, Staffordshire, 20 mei 1895 - Southampton, 11 juni  1937) was een Engelse vliegtuigbouwer.

## Biografie
In 1917 ging Mitchell werken bij Supermarine Aviation Works in Southampton, waar hij twee jaar later hoofdontwerper werd en in 1927 technisch directeur. Toen Vickers het bedrijf Supermarine in 1928 overnam, werd ook afgesproken dat Mitchell minimaal vijf jaar bij het bedrijf zou blijven.
In de loop van zijn carrière heeft Mitchell 24 ontwerpen gemaakt voor verschillende soorten vliegtuigen. Met zijn Supermarine S.6B won hij in 1929 de Schneider Trophy. Dit vliegtuig is tentoongesteld in het Science Museum in Londen.
Nadat hij eind 1933 een zware operatie onderging, vertrok hij naar het vasteland om bij te komen. Daar sprak hij met Duitse vliegers die erg enthousiast waren over de vooruitgang van de vliegtuigen van de Luftwaffe, die al de Heinkel He-59, de Heinkel He-115 en de Heinkel He-111 gebruikte. Het heeft Mitchell gestimuleerd om de latere Spitfire te ontwerpen.
Hoewel hij zijn leven lang vliegtuigen ontwierp, haalde hij in juli 1934 pas zelf een vliegbrevet.
In 1936 kwam de kanker terug. Ondanks de pijn bleef Mitchell zijn ontwerp van de Spitfire perfectioneren. Hij overleed op 11 juni 1937.